# Erythroplusia argenteoguttata
Erythroplusia argenteoguttata är en fjärilsart som beskrevs av Gustave Arthur Poujade 1887. Erythroplusia argenteoguttata ingår i släktet Erythroplusia och familjen nattflyn. Inga underarter finns listade i Catalogue of Life.